# Ramularia ranunculi-montani
Ramularia ranunculi-montani är en svampart som först beskrevs av Caro Benigno Massalongo, och fick sitt nu gällande namn av U. Braun 1993. Ramularia ranunculi-montani ingår i släktet Ramularia och familjen Mycosphaerellaceae.   Inga underarter finns listade i Catalogue of Life.